# قره‌آغاج پایین
قره‌آغاج پایین، روستایی در دهستان انگوت غربی بخش مرکزی شهرستان انگوت در استان اردبیل ایران است. این روستا، مرکز دهستان انگوت غربی است.

## جمعیت
بر پایه سرشماری عمومی نفوس و مسکن در سال ۱۳۹۵، جمعیت این روستا برابر با ۷۲۰ نفر (۲۰۷ خانوار) بوده‌است.